# Jogawasisztha

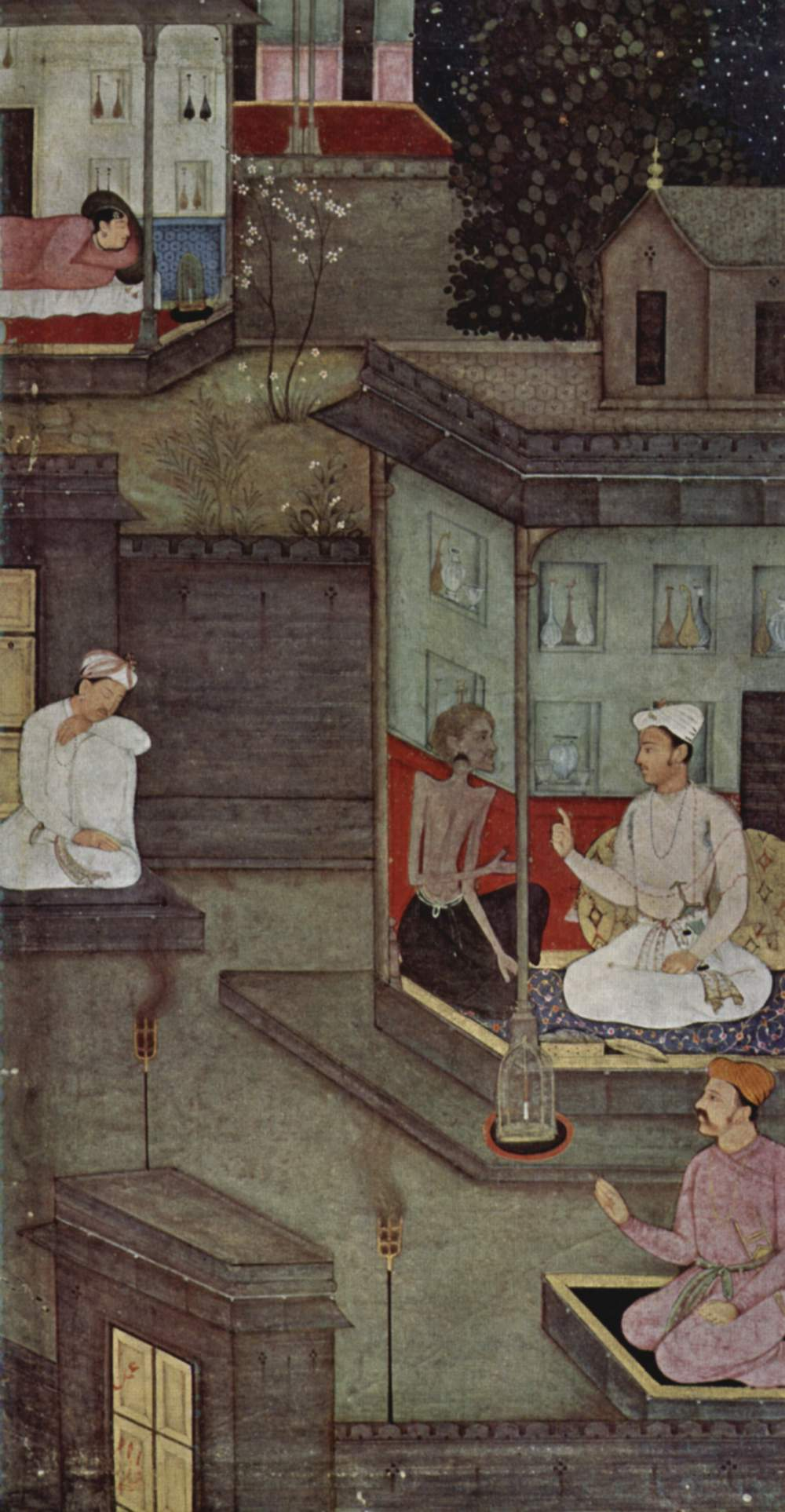
Miniatura z rękopisu Jogawasiszthy, 1602

Jogawasisztha (sanskryt: योग-वासिष्ठ, trl. yoga-vāsiṣṭha, ang. Yoga Vasistha, właściwie yoga-vāsiṣṭha-rāmāyana) – bardzo obszerny (32 tysiące ślok) starożytny indyjski poemat filozoficzny napisany w sanskrycie.

## Treść
Napisana jest w formie dialogu pomiędzy młodym księciem Ramą a ryszim (mędrcem) Wasiszthą – jego guru (duchowym nauczycielem dharmy).
Stanowi ważne źródło informacji zarówno o systemie jogi, jak i adwajtawedanty.
Książka ta wykorzystuje starożytną metodę nauczania poprzez powtórki tej samej treści w różnych kontekstach oraz przedstawiania tego co nieznane poprzez toc co jest oczywiste.

## Datowanie
Według tradycji Jogawasisztharamajana przypisywana jest Walmikiemu, autorowi Ramajany, i traktowany jako dodatek do Ramajany. Jednak prawdopodobnie jest to znacznie późniejsze dzieło anonimowego autora, powstałe zapewne w IX–XII w.
Surendranath Dasgupta datuje ten utwór nieco wcześniej (przełom VII i VIII w.), argumentując, że zawiera zwrotki z Kalidasy (V w.), ogólnie rzecz biorąc jest braministyczną adaptacją dojrzałego idealizmu buddyjskiego, lecz z drugiej strony w ogóle nie zawiera odniesień ani do Śankary, ani do Gaudapady, a zatem musi to być dzieło od nich wcześniejsze.

## Doktryna
Nauczanie Wasiszty to dźńanajoga, bazujące na doktrynie adwajtawedanty. Droga uczniostwa podzielona jest na siedem etapów bhumi. Osiągnięcie celu oznacza zrealizowanie mistycznego stanu turijaga.